# Okręg administracyjny 8 Düsseldorfu
Okręg administracyjny 8 Düsseldorfu, Düsseldorf-Stadtbezirk 8, Stadtbezirk 8 – okręg administracyjny (niem. Stadtbezirk) w Düsseldorfie, w Niemczech, w kraju związkowym Nadrenia Północna-Westfalia, w rejencji Düsseldorf.  
W skład okręgu administracyjnego wchodzą cztery dzielnice (Stadtteil):
1. Eller
2. Lierenfeld
3. Unterbach
4. Vennhausen